# Spilococcus alhagii
Spilococcus alhagii (лат.) — вид полужесткокрылых насекомых-кокцид рода Spilococcus из семейства мучнистые червецы (Pseudococcidae).

## Распространение
Африка: Египет. Азия: Афганистан, Иран, Саудовская Аравия.

## Описание
Питаются соками корней таких растений, как Верблюжья колючка Alhagi maurorum (Fabaceae), Artemisia judaica, Echinops spinosus (Asteraceae), Suaeda fruticosa (Amaranthaceae), Cissus rotundifolia (Vitaceae), Nitraria retusa, Zygophyllum coccineum (Zygophyllaceae).
Вид был впервые описан в 1926 году энтомологом У. Дж. Холлом (Hall, W. J.) как Pseudococcus alhagii вместе с Trionymus angustifrons.
Таксон Pseudococcus alhagii включён в состав рода Pseudococcus Borchsenius, 1948 вместе с видами Spilococcus andersoni, Spilococcus artemisiphilus, Spilococcus atriplicis. Видовое название происходит от родового имени растения-хозяина (Alhagi ), на котором происходит развитие червецов.